# Barbora Ledvinková
Barbora Ledvinková (10. února 1840 Praha – 1922 Praha) byla česká pedagožka, překladatelka, ředitelka školy, spolková činovnice, sufražetka a feministka, řídící učitelka první soukromé mateřské školy v Praze a jedné z prvních v Rakouském císařství. Spolupracovala s předními osobnostmi českého ženského emancipačního hnutí, jako byli například Karolína Světlá či Marie Riegerová-Palacká.

## Život

### Mládí
Narodila se v Praze v české rodině. Jako emancipovaná mladá žena se rozhodla stát učitelkou. Toto povolání bylo v té době spojeno s příslibem celibátu, Ledviková tedy zůstala svobodná. Roku 1857 nastoupila dvouletý učitelský kurz ručních prací. Následně začala vykonávat učitelskou praxi jako soukromá učitelka, ve které deset let působila.

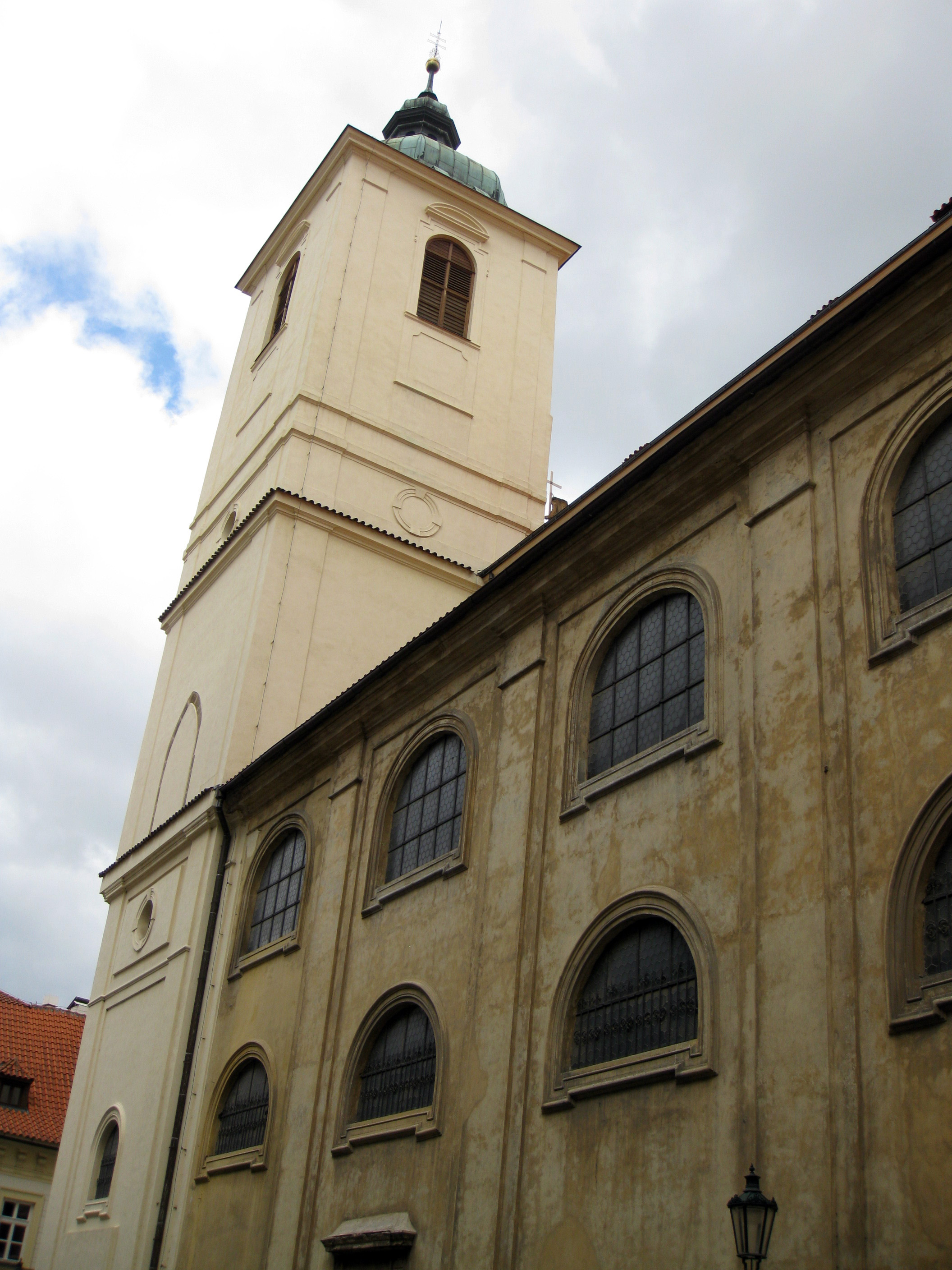
Kostel Svatého Jakuba Většího na Starém Městě v Praze

### Učitelkou
Barbora Ledvinková silně sympatizovala s českou národní myšlenkou a čile se zapojovala do veřejného a spolkového života. Roku 1868 se zapojila do příprav otevření první české mateřské školy v Praze, spolu s Josefem Wenzigem či Františka Tesaře, na základě toho absolvovala studijní pobyly v Německu a Francii. Roku 1869 se stala řídící učitelkou v tomto nově zřízeném ústavu, u baziliky sv. Jakuba na Starém Městě, otevřeného především s přičiněním Marie Riegerové-Palacké a dalších žen ze Spolku svaté Ludmily a Amerického klubu dam. Roku 1873 se Ledvinková stala cvičnou učitelkou na c. k. státním ústavu učitelek v Praze, který zřízeného roku 1870, kde zavedla diplomované kurzy pro pěstounky v mateřských školách. Zde dosáhla pozice třídní učitelky.
Roku 1897 odešla do učitelské penze. Věnovala se rovněž překladatelství, přeložila celou řadu textů a děl, především z francouzštiny a němčiny. Zasloužila se o vydání překladu díla M. Pape-Carpentierové s titulem Rady řídícím pěstounkám a spisu B. Marenholzové-Bülowé Mateřská škola – první pracovna dítěte. Sama pak vydala pedagogický spis Nástin vývoje opatroven, školek a mateřských škol a vydala soubor metodických statí Škola mateřská.
Články, překlady, ale také drobné prózy a další autorské texty publikovala Ledvinková například v časopisech Ženské listy a dalších periodikách.

### Úmrtí
Barbora Ledvinková zemřela 1922 v Praze ve věku 82 let a byla pohřbena na Olšanských hřbitovech.